# La Griffe du hasard
Pour plus de détails, voir Fiche technique et Distribution.
La Griffe du hasard est un film français réalisé par René Pujol, sorti en 1937.

## Fiche technique
- Titre : La Griffe du hasard
- Autre titre : La Griffe du destin
- Réalisation : René Pujol
- Scénario : René Pujol
- Production : ACE (Alliance cinématographique européenne)
- Format :  Noir et blanc - 35 mm - Son mono
- Pays de production :  France
- Durée : 90 minutes
- Date de sortie : 
  - France : 2 avril 1937

## Distribution
- Pierre Larquey : M. Lappe
- Georges Rigaud : Jacques Daroy
- Reine Paulet : Eva Gilbert
- Jacques Louvigny : Hector
- Germaine Aussey : Simone
- Marcel Simon : Burton
- Pierre Alcover : Trémois